# Global Young Greens
Global Young Greens (svenska: Globala Unga Gröna) är ett nätverk bestående av gröna ungdomsförbund från länder i hela världen. Nätverket är löst knutet till organisationen Globala gröna, och fungerar som dess ungdomsförbund. Medlemmar i Europeiska gröna partiets ungdomsförbund blir automatiskt medlemmar i Global Young Greens.